# Oenocarpus bataua
Oenocarpus bataua är en enhjärtbladig växtart som beskrevs av Carl Friedrich Philipp von Martius. Oenocarpus bataua ingår i släktet Oenocarpus och familjen Arecaceae.

## Underarter
Arten delas in i följande underarter:
- O. b. bataua
- O. b. oligocarpus